# Marie-Louise Correa
Pour les articles homonymes, voir Correa (homonymie).
Marie-Louise Correa, née le 26 novembre 1943 à Dakar,  est une femme politique sénégalaise, médecin de formation, plusieurs fois ministre. Elle est en outre présidente de la Confédération sénégalaise du scoutisme, puis présidente du Comité mondial du scoutisme en 2002.

## Biographie
Marie-Louise Correa est ministre de la Recherche scientifique et des Technologies entre 1994 et 1998 dans le gouvernement formé par Habib Thiam, puis ministre du Travail et de l'Emploi entre 1998 et 2000 dans le gouvernement Loum.
Elle est mariée et mère de quatre enfants.